# Роґачувек
Роґачувек (пол. Rogaczówek) — село в Польщі, у гміні Житно Радомщанського повіту Лодзинського воєводства.
Населення — 153 особи (2011).
У 1975-1998 роках село належало до Ченстоховського воєводства.

## Демографія
Демографічна структура станом на 31 березня 2011 року:
|          | Загалом | Допрацездатний вік | Працездатний вік | Постпрацездатний вік |
| -------- | ------- | ------------------ | ---------------- | -------------------- |
| Чоловіки | 76      | 13                 | 49               | 14                   |
| Жінки    | 77      | 9                  | 41               | 27                   |
| Разом    | 153     | 22                 | 90               | 41                   |